# ノーマン・Y・ミネタ・サンノゼ国際空港
ノーマン・Y・ミネタ・サンノゼ国際空港（ノーマン・Y・ミネタ・サンノゼこくさいくうこう、英: Norman Y. Mineta San José International Airport) (IATA: SJC, ICAO: KSJC, FAA LID: SJC）は、アメリカ合衆国のカリフォルニア州サンノゼにある国際空港。単にサンノゼ国際空港とも呼ばれる。空港名が冠する「ノーマン・Y・ミネタ」は日系人として初めてアメリカ合衆国で閣僚となったノーマン・ヨシオ・ミネタ（いずれも元サンノゼ市長・下院議員・商務長官・運輸長官）に由来する。サンノゼ市は空港のマーケティングのため、サンノゼ・シリコンバレー・ミネタ国際空港に改称することを検討している。

## 概要
サンノゼ市はベイエリアの中で最も人口の大きな都市だが、サンノゼ国際空港は近隣のサンフランシスコ国際空港やオークランド国際空港より規模が小さい。しかし、IT産業の集積地シリコンバレーに立地している優位性があり、根強い航空需要があると見られている。
サンノゼ国際空港は市の中心部から北西に約6キロメートルと非常に近いため、利用者にとって利便性が高い半面、周辺が開発されているため拡張性に乏しい。市の中心部は航空法による高さ制限が課されている。

### 日本路線
アメリカン航空が東京/成田線を運航していたが、2006年に運航を終了した。2013年には全日本空輸が東京/成田線を開設した。2020年からは東京/羽田に移管を予定していたが、COVID-19流行を理由に成田線の運航終了後、羽田線の開設を見合わせている。その後、2022年12月からJAL系LCCジップエアが成田線を運航を開始した。

## 施設

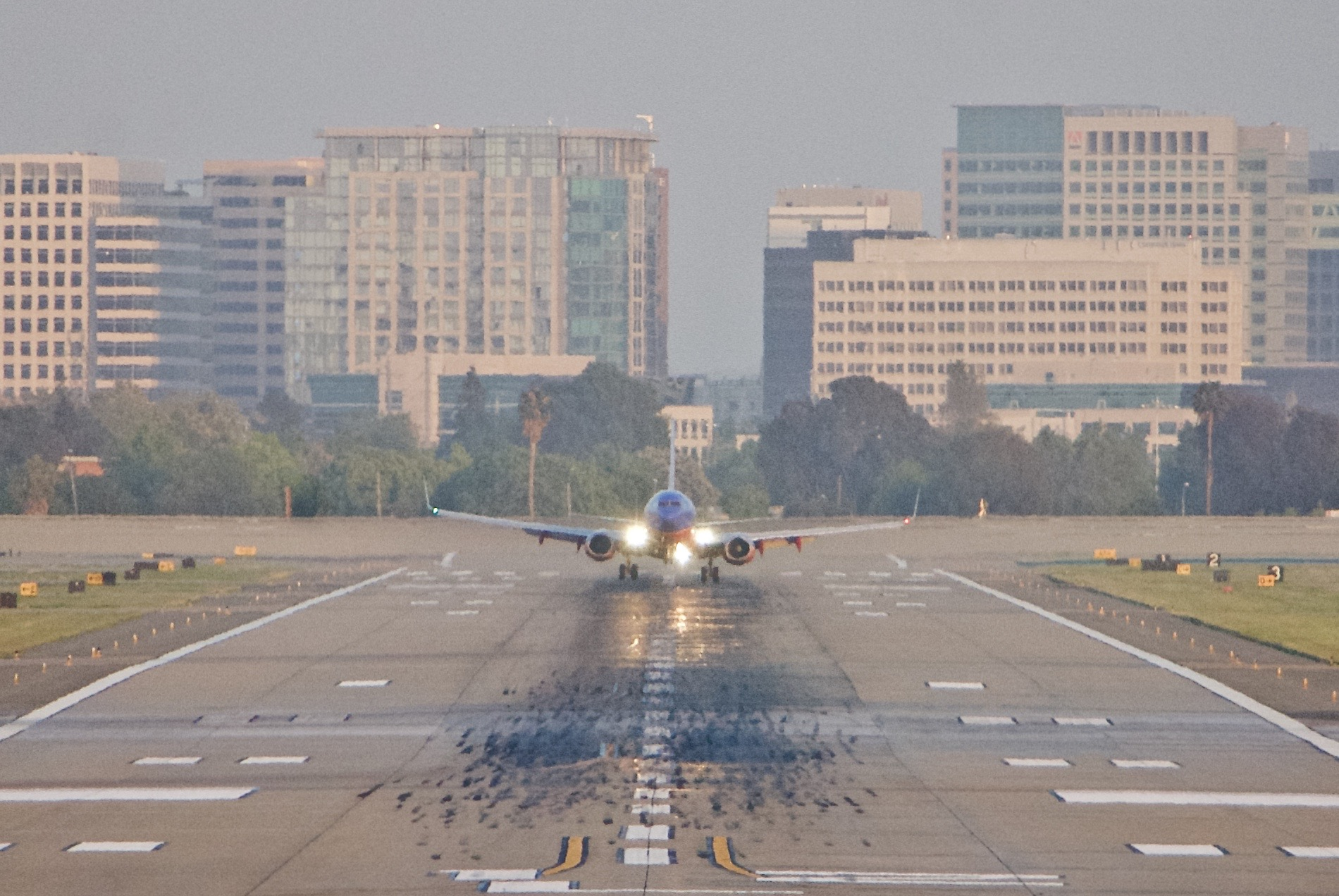
滑走路とサンノゼのダウンタウン

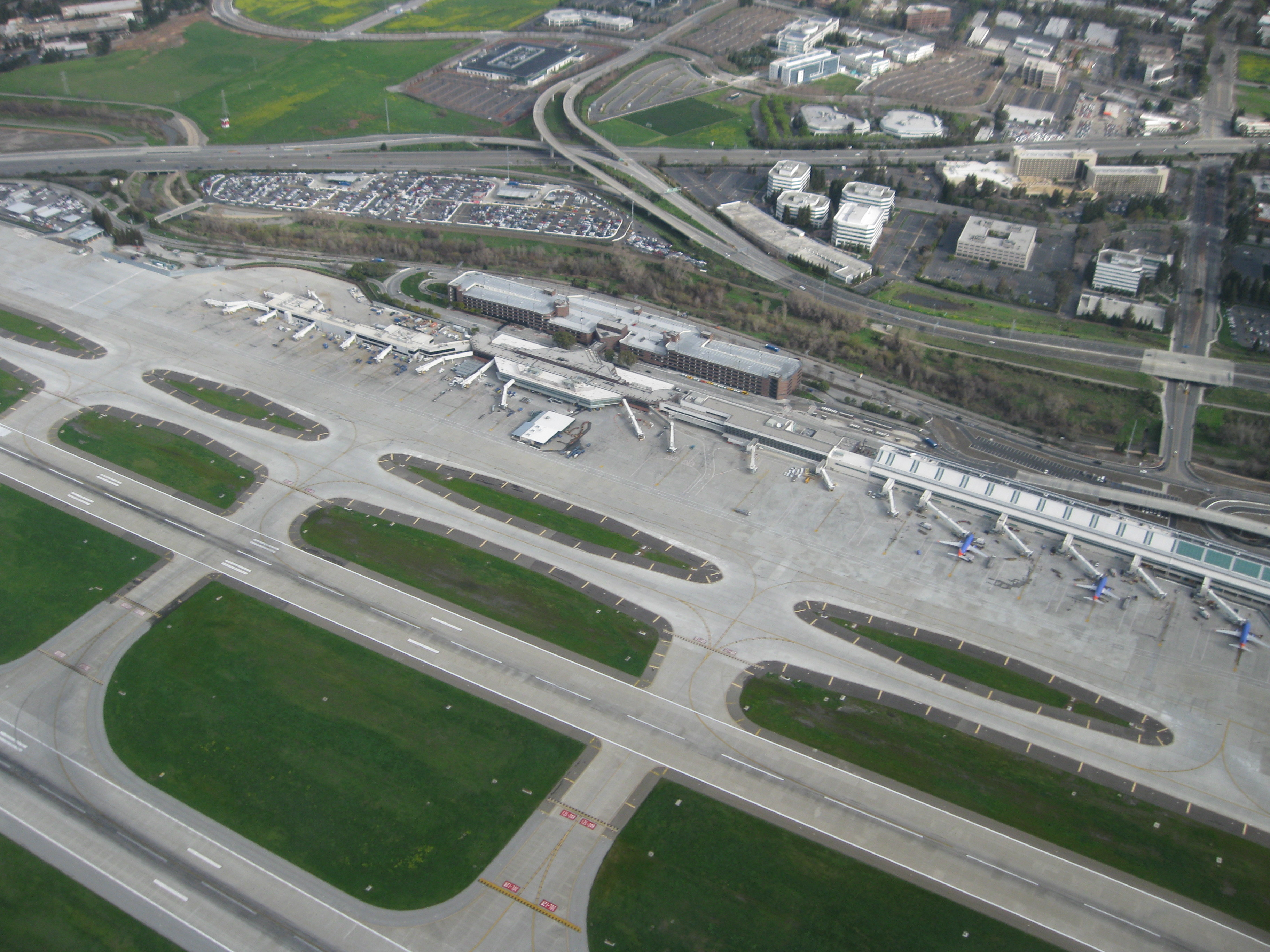
ターミナルA(中央) ターミナルB(右)

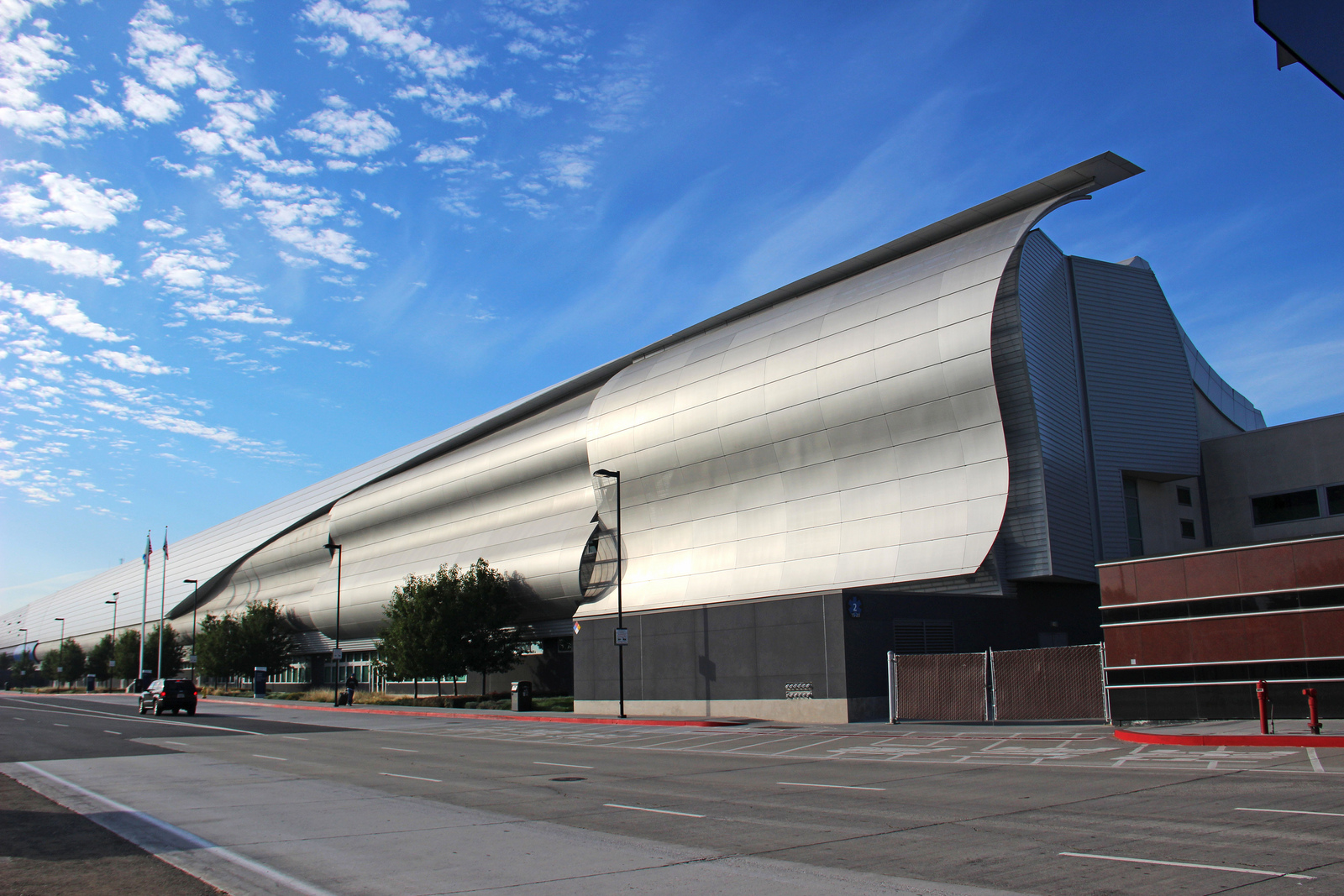
サンノゼ国際空港 ターミナルB

空港の敷地面積は420haである。旅客ターミナルはAとBの2つあり、エアサイドが繋がっているため乗り換えの際は便利である。

### ターミナルA
ターミナルAは1990年に開業、2009年に改装を終えた。改装の結果、チケットカウンター・駐車場・セキュリティチェックなどが広くなった。搭乗口は1番から16番まであり、そのうち15番と16番は増築された国際線ビルに含まれる。国際線の乗客はこのビルにて入国審査と税関検査を受けるため、国際線到着時の出口はターミナルAとなる。

### ターミナルB
ターミナルBは2010年に開業した。搭乗口は17番から36番までで、17番と18番が国際線用である。サウスウェスト航空・アラスカ航空・デルタ航空、ジップエアなどが利用している。

## 就航路線
| 航空会社             | 就航地 |
| -------------------- | --- |
| サウスウエスト航空   | ダラス/ラブ、オースティン、ボルチモア、ボイシ、バーバンク、シカゴ/MDW、デンバー、ユージーン、ホノルル、ヒューストン/ホビー、カフルイ、ラスベガス、ロサンゼルス/LAX、ロサンゼルス/ロングビーチ、ロサンゼルス/オンタリオ、ロサンゼルス/サンタアナ、ナッシュビル、パームスプリングス、フェニックス、ポートランド、リノ、ソルトレイクシティ、サンディエゴ、シアトル、スポケーン 季節運航 : セントルイス |
| アラスカ航空         | ボイシ、グアダラハラ、コナ、リフエ、ロサンゼルス/LAX、ポートランド（オレゴン）、プエルト・バヤルタ、サンディエゴ、サン・ホセ・デル・カボ、シアトル |
| アメリカン航空       | ダラス/フォートワース、フェニックス |
| アメリカン・イーグル | フェニックス |
| デルタ航空           | アトランタ、ミネアポリス=セントポール、ソルトレイクシティ 季節運航 : デトロイト |
| デルタ・コネクション | ラスベガス、ロサンゼルス/LAX、ソルトレイクシティ、シアトル |
| ユナイテッド航空     | シカゴ/ORD、デンバー 季節運航 : ヒューストン |
| フロンティア航空     | デンバー、ラスベガス |
| ハワイアン航空       | ホノルル、カフルイ |
| スピリット航空       | ダラス/フォートワース、ラスベガス、サンディエゴ |
| ボラリス             | グアダラハラ、レオン、モレリア、サカテカス |
| ZIPAIR Tokyo         | 東京/成田 |

## 空港へのアクセス
以下に述べる公共交通手段の他、タクシー、リムジン、シャトルバス等でアクセスが可能である。
空港の近くには国道101号線、州間高速道路880号線、州道87号線が走っており、自家用車でのアクセスも便利である。

### 公共交通手段
サンタクララバレー交通局(VTA)の運営するバス No.10 "Free Airport Flyer" を利用し、Metro Airport駅にてライトレールに、Santa Clala駅にてカルトレイン、アルタモント通勤急行、アムトラックに乗り継げる。
また、2025年にはバートがサンタクララ駅に乗り入れる予定である。

## サンフランシスコ・ベイエリアの空港の位置関係
サンフランシスコ国際空港やオークランド国際空港と共にサンフランシスコ・ベイエリアの主要路線の空の玄関口として機能している。